# Neuzinsel
Neuzinsel est le nom d'une ferme disparue située sur la commune française d'Éguelshardt, dans le département de la Moselle.

## Géographie
La ferme de Neuzinsel se trouvait en bordure de l'actuelle route forestière Zinsel (côté ouest), non-loin de l'étang de Tabac.

## Toponymie
Anciennes mentions : Nouv. Zintzel (1749) ; Nouvelle Sincelet, Neu Zinsel (1755) ; Neuf-zinsel, Neufzinzel (1771) ; Zinzel, Zinsel-hoff (1838) ; Neuzintzel (1851) ; Neu-Zinzel (1909) ; Neuzinzel (1912).

## Histoire
La ferme de Neuzinsel, reconstruite par les moines de l'abbaye de Sturzelbronn à la place d'un ancien village, disparu vers 1720-1730, est indiquée comme étant acensée vers 1758. Dans les mémoires de l'Académie nationale de Metz (1851), elle est décrite comme : « petite ferme de 30 hectares de terres et de prés, au milieu de la forêt; elle appartenait à M. Schutzenberger, ancien maire de Strasbourg, qui l'a vendue à M. Laucher, de la même ville, lequel, aidé d'un maître valet, l'exploite depuis trois ans. Elle nourrit 2 chevaux, 2 bœufs et 19 vaches ou génisses de petite race. Les sangliers ravagent assez souvent les plantations de cette ferme qui suit un assolement quinquennal. Les bâtiments sont anciens, peu vastes. On voit à côté de la ferme, un petit pavillon rustique entouré d'arbustes paysagers ».
La ferme est exploitée sur une superficie de trente-deux hectares jusqu'en 1880, puis est acquise par l'Administration des Eaux et Forêts en 1876. Elle est rachetée en 1885 par les Allemands et détruite en 1900.